# Grzegorz Kołacz
Grzegorz Kołacz (ur. 20 września 1966 w Nowej Rudzie) – polski polityk, rolnik, przedsiębiorca, poseł na Sejm V kadencji.

## Życiorys

### Wykształcenie i praca zawodowa
Ukończył Technikum Rolnicze w Bożkowie, a następnie studia na Wydziale Turystyki i Rekreacji Wyższej Szkoły Zarządzania we Wrocławiu. W 1986 zajął się prowadzeniem wraz z rodziną indywidualnego wielkoobszarowego gospodarstwa rolnego w Woliborzu. Był też przedsiębiorcą, właścicielem m.in. Zakładu Usług Mechanicznych i Transportu Drogowego.
W 2008 wszedł w skład Rady Społecznej Rolników KRUS oraz rady nadzorczej Funduszu Składkowego Ubezpieczenia Społecznego Rolników. Został także członkiem Krajowej Rady Izb Rolniczych. W 2004 został uhonorowany przez wojewodę dolnośląskiego odznaką honorową „Zasłużony dla Rolnictwa”.

### Działalność polityczna
W 1991 był współtwórcą dolnośląskich struktur Związku Zawodowego Rolnictwa „Samoobrona”, a następnie także partii Przymierze Samoobrona (od 2000 działającej jako Samoobrona RP). Bez powodzenia kandydował z jej listy do Sejmu w wyborach parlamentarnych w 1993 oraz w wyborach w 2001 (dostał 1975 głosów). W wyborach samorządowych w 2002 bez powodzenia ubiegał się o mandat w radzie powiatu oraz urząd wójta gminy Nowa Ruda. Z poparciem 3,28% zajął ostatnie miejsce spośród sześciu kandydatów. W latach 2002–2003 zasiadał w zarządzie powiatu kłodzkiego. Mandat poselski uzyskał w wyborach w 2005, startując z pierwszego miejsca listy Samoobrony RP w okręgu wałbrzyskim i otrzymując 6904 głosy. W Sejmie V kadencji pełnił funkcję wiceprzewodniczącego Komisji Rodziny i Praw Kobiet. Zasiadał też w Komisji Rozwoju Przedsiębiorczości oraz w dwóch podkomisjach. W przedterminowych wyborach parlamentarnych w 2007 bez powodzenia ubiegał się o reelekcję (dostał 1494 głosy). W maju 2008 został przewodniczącym partii i związku w województwie dolnośląskim. 
W wyborach w 2009 bezskutecznie kandydował do Parlamentu Europejskiego z listy Samoobrony RP w okręgu dolnośląsko-opolskim (otrzymał 3707 głosów). W wyborach samorządowych w 2010 bez powodzenia kandydował jako bezpartyjny kandydat na radnego sejmiku dolnośląskiego z listy partii Nasz Dom Polska – Samoobrona Andrzeja Leppera i wójta gminy Nowa Ruda z własnego komitetu wyborczego wyborców (otrzymał 9,63% głosów). W październiku 2012 został przewodniczącym partii Samoobrona w województwie dolnośląskim. W 2014 (z lokalnego komitetu), w 2018 (z listy komitetu SLD Lewica Razem) i w 2024 (z ramienia Koalicji Obywatelskiej) kandydował bez powodzenia do rady powiatu.